# Numero primo di Wolstenholme
In matematica un numero primo {\displaystyle p} è detto di Primo di Wolstenholme se e solo se

{\displaystyle {\binom {2p-1}{p-1}}\equiv 1{\pmod {p^{4}}}}

Ovvero
{\displaystyle {\binom {2p}{p}}\equiv 2{\pmod {p^{4}}}}
Gli unici due numeri primi di Wolstenholme attualmente conosciuti sono 16843 e 2124679 (sequenza A088164 dell'OEIS). È stato verificato che non ne esistano altri minori di {\displaystyle 10^{9}} 

## Dimostrazione
Il Coefficiente binomiale è definito come:

{\displaystyle {\binom {n}{k}}={\frac {n!}{(n-k)!(k!)}}}

Si può quindi espandere il binomio, riscrivendo l'identità come:
{\displaystyle {\binom {2p-1}{p-1}}={\frac {(2p-1)!}{[(2p-1)-(p-1)]!(p-1)!}}\equiv 1}

Semplificando si ottiene:
{\displaystyle {\binom {2p-1}{p-1}}\,={\frac {2p}{2p}}\cdot {\frac {(2p-1)!}{p!(p-1)!}}\,={\frac {1}{2}}\cdot {\frac {(2p)!}{(p!)^{2}}}\,={\frac {1}{2}}{\binom {2p}{p}}\,\equiv 1}

Raggruppando, la seguente identità è dimostrata:
{\displaystyle {\binom {2p}{p}}\,\equiv 2\,}